# Донас
 Тази статия е за американската рок група.  За градчето в Северна Италия вижте Донас (Италия).  
„Донас“ (на английски: The Donnas) е момичешка пънк и хардрок група от Пало Алто, Калифорния, САЩ.
Групата е основана през 1993 г., когато момичетата са в 7-и клас. Всичките членки на групата са родени през 1979 г. Бандата се състои от Брет Андерсън (вокали); Алисън Робъртсън (китара и вокали); Мая Форд (бас китара и вокали); Тори Кастелано (ударни).

## Дискография

### Студийни албуми
- The Donnas (1997)
- American teenage Rock 'n' Roll machine (1998)
- Get skintight (1999)
- The Donnas turn 21 (2001)
- Spend the night (2002)
- Gold medal (2004)
- Bitchin' (2007)

### Компилации
- Greatest Hits Volume 16 (2009)

### Сингли
- High school yum yum (1995)
- Let's go Mano (1996)
- Da doo ron ron (1996)
- Wig-wam bam (1998)
- Rock'n' roll machine (1998)
- Strutter (1999)
- Get you alone (1999)
- 40 boys in 40 nights (2002)
- Take it off (2003)
- Who invited you (2003)
- Too bad about your girl (2003)
- Fall behind me (2004)
- I don't want to know (If you don't want me) (2005)
- Don't wait up for me (2007)
- Get off (2009)